# Superstar (film 2012)
Superstar è un film del 2012 scritto e diretto da Xavier Giannoli.
Adattamento cinematografico del romanzo Il privilegio di essere una star (2004) di Serge Joncour, è stato presentato in concorso alla 69ª Mostra internazionale d'arte cinematografica di Venezia.

## Trama
Un uomo si sveglia un giorno come tanti per andare al lavoro e scopre di essere diventato famoso in tutto Paese, ignorandone il motivo.

## Accoglienza
Il film, costato 9,96 milioni di euro, è stato un flop al botteghino francese, registrandovi poco più di 194.000 presenze.